# Banyuasih (Tanjungkerta)
Banyuasih is een bestuurslaag in het regentschap Sumedang van de provincie West-Java, Indonesië. Banyuasih telt 2662 inwoners (volkstelling 2010).